# Trdnjava Klis
Trdnjava Klis (hrvaško Tvrđava Klis) je srednjeveška trdnjava nad istoimensko vasjo v bližini Splita na Hrvaškem. Od nastanka kot majhne utrdbe, ki jo je zgradilo staro ilirsko pleme Dalmatov, je postal kraljevi grad, ki je bil sedež mnogih hrvaških kraljev, do končnega razvoja kot velike trdnjave. Med osmanskimi vojnami v Evropi je trdnjava Klis varovala mejo, v svoji več kot dva tisoč let dolgi zgodovini je bila večkrat izgubljena in ponovno osvojena. Zaradi svoje lege na prelazu, ki ločuje planini Mosor in Kozjak, je utrdba služila kot pomemben vir obrambe v Dalmaciji, zlasti pred osmanskim napredovanjem, in je bila ključno križišče med sredozemskim pasom in balkanskim zaledjem.

## Pomen
Ker je knez Mislav kneževine Hrvaške sredi 9. stoletja postavil trdnjavo Klis za sedež svojega prestola, je trdnjava služila kot sedež številnih hrvaških vladarjev. Vladavina njegovega naslednika, kneza Trpimirja I., ustanovitelja hrvaške kraljeve rodbine Trpimirovićev, je pomembna za širjenje krščanstva v kneževini Hrvaški. Trdnjavo Klis je močno razširil, v Rižinicah, v dolini pod trdnjavo, pa je zgradil cerkev in prvi benediktinski samostan na Hrvaškem. V času vladavine prvega hrvaškega kralja Tomislava sta bili Klis in Biograd na Moru njegovi glavni rezidenci.
Pri trdnjavi Klis so marca 1242 Tatari kot del mongolske vojske pod vodstvom Kadana, doživeli velik poraz, ko so zasledovali madžarsko vojsko, ki jo je vodil kralj Bela IV. Po porazu s hrvaškimi silami so se Mongoli umaknili in Béla IV. je mnoga hrvaška mesta in plemiče nagradil z »velikim bogastvom«. V poznem  srednjem veku je utrdbo upravljalo hrvaško plemstvo, med katerimi je bil najpomembnejši Pavel I. Šubić Bribirski. V času njegove vladavine je rodbina Šubićev nadzorovala večino današnje Hrvaške in Bosne. Če izvzamemo kratkotrajno posest bosanskega kralja Tvrtka I., je trdnjava ostala v madžarsko-hrvaških rokah naslednjih nekaj sto let, vse do 16. stoletja.
Trdnjava Klis je verjetno najbolj znana po obrambi pred otomansko invazijo na Evropo v začetku 16. stoletja. Hrvaški kapetan Petar Kružić je vodil obrambo trdnjave pred turškim vpadom in obleganjem, ki je trajalo več kot dve desetletji in pol. Med to obrambo, ko so se Kružić in njegovi vojaki brez zaveznikov borili proti Turkom, je nastala vojaška frakcija Uskokov, ki je pozneje zaslovela kot elitna hrvaška vojaška enota. Na koncu so bili branilci poraženi in trdnjavo so leta 1537 zasedli Turki. Po več kot stoletju pod otomansko oblastjo je leta 1669 trdnjavo Klis oblegala in zavzela Beneška republika, s čimer je meja med krščansko in muslimansko Evropo premaknila bolj na vzhod in pripomogla k propadanju Otomanskega cesarstva. Benečani so utrdbo obnovili in povečali. Kasneje so jo zavzeli Avstrijci, potem ko je Napoleon leta 1797 odpravil republiko. Danes je v trdnjavi Klis muzej, kjer si lahko obiskovalci te zgodovinske vojaške zgradbe ogledajo vrsto orožja, oklepov in tradicionalnih uniform.

## Lokacija
Trdnjava se nahaja nad istoimensko vasjo, 11 kilometrov od Jadranskega morja, na prelazu, ki ločuje planini Mosor in Kozjak, na nadmorski višini 360 m, severovzhodno od Splita na Hrvaškem. Trdnjava zaradi svoje strateške lege velja za eno najpomembnejših utrdb v regiji. 
Na osamljeni skalnati vzpetini, nedostopni s treh strani, utrdba gleda na Split, starorimsko naselje Salona, Solin, Kaštela in Trogir ter večino srednjedalmatinskih otokov. Zgodovinsko gledano je trdnjava nadzorovala dostop do in iz Bosne, Dalmacije in notranje Hrvaške. Pomembnost takšnega položaja je čutila vsaka vojska, ki je vdrla v ta del Hrvaške ali ga imela v posesti. Trdnjava Klis je bila točka, proti kateri so bili vedno usmerjeni njihovi napadi, izjemna pa je bila po številnih obleganjih, ki jih je vzdržala. V zgodovini je imela na Hrvaškem veliko strateško vrednost.

## Zgodovina

### Stara trdnjava Ilirov in Rimljanov
Starodavno ilirsko pleme Dalmati, ki je imelo trdnjavo na tem mestu, so bili prvi znani prebivalci, ki so živeli na mestu današnje trdnjave Klis. Večkrat so bili poraženi, leta 9 našega štetja pa so jih dokončno priključili Rimljani. Današnjo trdnjavo Klis so Rimljani poznali po imenu »Andetrium« ali »Anderium«, pozneje pa »Clausura«, od koder izvirajo poznejši »Clissa« in sodobni »Klis«. Za Rimljane je Klis zaslovel po slavnem Avgustovem obleganju v času Ilirskega upora v Dalmaciji. Cesta, ki vodi od Klisa do Salone, se je imenovala »Via Gabiniana« ali »Via Gabinia«, ki naj bi jo po napisu, najdenem v Saloni, naredil Tiberij. Jugovzhodno od trdnjave so še vidne sledi rimskega tabora in v skalo vklesan napis; oba naj bi bila iz časa obleganja pod Tiberijem  Opis tega obleganja med Ilirskimi vojnami dokazuje, da je bil ta kraj v tistih časih močan in nedosegljiv.

### Obdobje preseljevanja in prihod Hrvatov
Po padcu rimskega cesarstva so barbari plenili regijo okoli Klisa. Najprej ji je vladal Odoaker, nato pa Teodorik Veliki, potem ko je odstranil Odoakra in ustanovil ostrogotsko kraljestvo. Potem ko je Justinijan I. štirideset let vodil skoraj neprekinjeno vojno, da bi obnovil staro rimsko cesarstvo, je zasedel Dalmacijo, Klis pa je bil od leta 537 del Bizantinskega cesarstva. Ime Klis ( Kleisa ali Kleisoura ) je bilo prvič opisano v 29. poglavju knjige De Administrando Imperio cesarja Konstantina Porfirogeneta. Ko opisuje rimsko naselje Salona, Konstantin VII. govori o trdnjavi, ki je bila morda zasnovana ali izboljšana, da bi preprečil napade Slovanov na obalna mesta in ceste.
Salono, glavno mesto pokrajine Dalmacije, so leta 614 oplenili in uničili Avari in Slovani. Prebivalstvo je pobegnilo v Dioklecijanovo obzidano palačo v Splitu, ki se je lahko uprla zavojevalcem. Nato je Split hitro pridobil na pomenu kot eno večjih mest v Dalmaciji. V 7. stoletju je Avare izgnal drugi val Hrvatov, na povabilo cesarja Heraklija, da bi se zoperstavil avarski grožnji za Bizantinsko cesarstvo.

### Kraljevi grad
Od začetka 7. stoletja dalje je bil Klis pomembna hrvaška utrdba, kasneje pa eden od sedežev številnih hrvaških vladarjev. V 9. stoletju je hrvaški knez Mislav  kneževine Hrvaške od leta 835 do 845 postavil grad Klis za sedež svojega prestola. Franki kljub njihovi nadvladi niso imeli skoraj nobene vloge na Hrvaškem v obdobju od leta 820 do 840. Po Mislavovi smrti, začenši s knezom Trpimirjem I., so Klisu vladali člani kraljevske rodbine Trpimirovićev, ki so bili sprva vojvode hrvaškega vojvodstva (dux Croatorum), nato pa kralji hrvaškega kraljestva (rex Croatorum). Zgodnje rimsko trdnjavo so razvili v svojo prestolnico. Odnosi z Bizantinci so se močno izboljšali pod hrvaškim knezom Trpimirjem I., ki je glavno bivališče knezov preselil iz Nina na Klis.
Arheološka izkopavanja so pokazala, da je cerkev svetega Vida v 10. stoletju ustanovil nek hrvaški kralj skupaj s svojo ženo kraljico Domaslavo, ki je bila uničena med otomanskimi osvajanji v 16. stoletju.
Kontroverzni saški teolog iz sredine 9. stoletja Gottschalk iz Orbaisa je med leti 846 in 848 nekaj časa preživel na Trpimirjevem dvoru. Njegovo delo De Trina deitate je pomemben vir informacij za Trpimirjevo vladavino. Gottschalk je bil priča bitki med Trpimirjem in bizantinskimi strategi, ko je Trpimir zmagal. V času hrvaškega kralja Tomislava, ki ni imel stalne prestolnice, sta bili grad Klis poleg Biograda njegovi glavni rezidenci.

### Vitezi templjarji
Od začetka 12. stoletja in po propadu domače hrvaške kraljeve družine Trpimirovićev je grad Klis večinoma upravljalo hrvaško plemstvo, pod nadvlado ogrskih kraljev. Kraljevina Hrvaška in Ogrska sta bili od leta 1102 v personalni uniji dveh kraljevin, združeni pod ogrskim kraljem.
Andrej II. Ogrski je bil do templjarjev izjemno naklonjen. Med sodelovanjem v peti križarski vojni je za regenta na Hrvaškem in v Dalmaciji imenoval  Pontiusa de Crucea, mojstra reda v Ogrskem kraljestvu. Po vrnitvi leta 1219 je kot priznanje za veliko logistično in finančno podporo, ki mu jo je red dal med pohodom, podelil Redu posest Gacka. Še pred svojim odhodom iz mesta Split leta 1217 je templjarjem prepustil grad Klis (Clissa), strateško točko v zaledju Splita (Spalato), ki je nadzoroval pristope k mestu. Kralj Andrej ni hotel grad Klis zaupati kateremu od tamkajšnjih magnatov, saj je vedel, kakšna velika škoda bi lahko prišla iz tega gradu. Kraljeva volja je bila, da Split dobi grad Klis za obrambo svojega mesta. Mesto Split je pokazalo malo zanimanja za kraljeve naklonjenosti, zato je kralj predal Klis v roke templjarjev. Kmalu za tem so templjarji izgubili Klis, v zameno pa jim je kralj dal obalno mesto Šibenik (Sebenico).

### Mongolsko obleganje
Tatari pod vodstvom Kadana so marca 1242 doživeli velik neuspeh pri trdnjavi Klis, ko so lovili Belo IV. Tatari so verjeli, da je kralj v trdnjavi Klis, zato so začeli napadati z vseh strani, izstreljevali puščice in metali sulice. Vendar pa je naravna obramba trdnjave nudila zaščito in Tatari so lahko povzročili le omejeno škodo. Razjahali so s konj in začeli plezati na trdnjavske zidove. Toda branilci trdnjave so vanje metali ogromne kamne in uspelo jim je pobiti veliko število. Ta neuspeh je naredil Tatare še bolj divje, da so priplezali tik pod veliko obzidje in se borili mož na moža. Izropali so hiše na obrobju trdnjave in odnesli veliko plena, Klisa pa niso uspeli zavzeti. Ko so izvedeli, da kralja ni, so opustili svoj napad in se odpravili v smeri Trogirja, a nekateri so zavili proti Splitu.
Mongoli so se nazadnje brez večjega uspeha umaknili, saj gorski teren in razdalje niso bili primerni za njihov način vojskovanja. Belo IV. so zasledovali od mesta do mesta po Dalmaciji. Hrvaško plemstvo in dalmatinska mesta, kot sta Trogir in Rab, so pomagali Béli IV. pobegniti. Po tem neuspehu so se Mongoli umaknili in Béla IV. je nagradil hrvaška mesta in plemstvo. Le mesto Split ni pomagalo Béli IV. pri njegovem begu.
Nekateri zgodovinarji trdijo, da je bil gorat teren hrvaške Dalmacije usoden za Mongole, ker so utrpeli velike izgube ob napadih Hrvatov iz zased na gorskih prelazih. Drugi zgodovinarji trdijo, da je bila smrt Ögedei Khana ( hrvaško Ogotaj ) edini razlog za umik. Mongoli so izropali velik del Hrvaške, a brez večjih vojaških uspehov. Sveta Margareta (27. januarja 1242). – 18. januarja 1271), hči Bele IV. in Marija Laskarina, sta se rodili v trdnjavi Klis med mongolsko invazijo na Ogrsko-Hrvaško.

### Vladavina Šubićev
Oslabitev kraljeve oblasti pod Štefanom V. Ogrskem je omogočila, da je rodbina Šubićev ponovno pridobila svojo prejšnjo vlogo v Dalmaciji. Leta 1274 je umrl Štefko Šubić Bribirski, kot družinski starešina pa ga je nasledil Pavel I. Šubić Bribirski. Kmalu je Ladislav IV. Ogrski, ki je priznal razmerje sil v Dalmaciji, imenoval Pavla I. za bana Hrvaške in Dalmacije. Ladislav IV. je umrl leta 1290 in ni pustil sinov, in začela se je državljanska vojna med tekmecema  Andrejem III. Ogrskim, in Karlom Martelom Anžujski. Oče Karla Martela Karel II. Neapeljski, je podelil vso Hrvaško od gore Gvozd ( hrvaško Petrova Gora ) do ustja reke Neretve v dedno posest  Pavlu I. Šubiću Bribirskemu. Tako je Karel Pavlov osebni banski položaj spremenil v dedni za družino Šubić. Vsi ostali plemiči na tem območju naj bi bili podložniki Pavla Šubića. V odgovor je Andrej III. leta 1293 izdal podobno listino za Pavla Šubića. Med tem bojem za prestol je Jurij I. Šubić Bribirski, brat bana Pavla, odšel v Italijo, obiskal papeža in neapeljski dvor. Avgusta 1300 se je Jurij I. vrnil v Split in s seboj pripeljal Karla Roberta. Pavel Šubić je spremljal Karla Roberta (pozneje znanega kot Karel I. Madžarski) v Zagreb, kjer je bil priznan za kralja; nato so se odpravili v Esztergom, kjer ga je leta 1301 esztergomski nadškof okronal za kralja Ogrske in Hrvaške.
Pavel I. Šubić, ban Hrvaške in Dalmacije, je leta 1299 postal gospodar vse Bosne. Čeprav je podpiral kralja, je Pavel I. še naprej deloval neodvisno in je vladal velikemu delu sodobne Hrvaške in Bosne. Svoje brate je imenoval za komisarje dalmatinskih mest, Split pa je dal bratu Mladenu I. Šubiću, Šibenik, Nin, Trogir in Omiš pa bratu Juriju I. Šubiću. Potem ko je leta 1302 umrl Jurij I. Šubić, je njegov brat Mladen I. Šubić vladal kot bosanski ban nad Bosno iz trdnjave Klis, dokler ni bil ubit v bitki leta 1304. Nato je Šubić trdnjavo Klis dal svojemu sinu Mladenu II. Šubiću, ki je vladal Bosni kot njegov stric Mladen I. Jurij II. Šubić in njegov sin Mladen III. Šubić sta trdnjavi Klis vladala do poznega 14. stoletja. Med poletnimi veselicami v trdnjavi Klis, odprtimi za celotno prebivalstvo, je Mladen III. Šubić izročil roko sestre Jelene Šubić v poroko z Vladislavom Bosanskim iz rodu Kotromanićev. Jelena Šubić je rodila prvega bosanskega kralja Tvrtka I., ki je kasneje podedoval trdnjavo.

### Petar Kružić in Uskoki
Trdnjava Klis je bila zaradi svoje lege pomemben obrambni položaj v času osmanskega osvajanja Balkana. Trdnjava stoji ob poti, po kateri so Osmani lahko prebili gorsko pregrado, ki ločuje obalno nižino okolice Splita, od Turške Bosne. Hrvaški fevdalec Petar Kružić je zbral garnizon, sestavljen iz hrvaških beguncev, ki so uporabljali oporišče pri Klisu tako za zadrževanje Turkov kot za roparstvo in piratstvo nad obalnim pomorstvom. Čeprav je nominalno sprejemal suverenost habsburškega kralja Ferdinanda, ki je leta 1527 pridobil hrvaško krono, so bili Kružić in njegovi svobodni uskoki zakon zase.
Ko je trdnjavo ogrožala številčna turška sila, je Kružić prosil za pomoč Ferdinanda I., a je cesarjevo pozornost preusmeril turški vdor v Slavonijo. Več kot dve desetletji in pol je kapetan Kružić, imenovan tudi (kliški knez), branil trdnjavo pred turško invazijo. Kružić je vodil obrambo Klisa in se s svojimi vojaki skoraj sam boril proti Osmanom, saj so ti pošiljali vojsko za vojsko proti trdnjavi. Od madžarskega kralja ni mogla priti nobena vojska, saj so jih v bitki pri Mohaču leta 1526 premagali Osmani,  Benečani odrekli pošiljanju kakršne koli pomoči. Le papeži so bili pripravljeni zagotoviti nekaj ljudi in denarja.

### Zadnje turško obleganje
Papež Pavel III. je zahteval nekaj pravic v Klisu, septembra 1536 pa se je v kuriji govorilo o krepitvi obrambe te trdnjave. Papež je obvestil Ferdinanda, da je pripravljen deliti stroške vzdrževanja ustrezne garnizije v Klisu. Ferdinand I. je res poslal pomoč v Klis in je očitno upal, da bo trdnjavo obdržal, ko so jo Turki ponovno oblegali. Ferdinand I. je novačil moške iz Trsta in drugod po habsburških deželah, papež Pavel III. pa je poslal vojake iz Ancone. V okrepitvah je bilo okoli 3000 pehote, ki so predstavljale precejšnjo pomoč, ki so ji poveljevali Petar Kružić, Niccolo dalla Torre in papeški komisar Jacomo Dalmoro d'Arbe. 9. marca 1537 so se izkrcali pri Klisu, na kraju, imenovanem S. Girolamo, s štirinajstimi kosi topništva. Po Ibrahimovi smrti je Sulejman Veličastni poslal 8.000 mož pod poveljstvom Murat-bega Tardića (Amurat Vaivode), hrvaškega odpadnika, ki je bil rojen v Šibeniku, da bi odšli in oblegali trdnjavo Klis ( Clissa ) in se borili proti Petru Kružiću. Prvo srečanje krščanske pomoči s Turki je bilo neodločno, vendar jih je 12. marca preplavil prihod velikega števila Turkov.
Poskusi razbremenitve citadele so se končali s farso. Slabo izurjene okrepitve, ki so jih poslali Habsburžani, so zbežale v strahu pred Turki, njihovi poskusi, da bi se v Solinskem zalivu ponovno vkrcali na svoja plovila, pa so povzročili potopitev številnih plovil. Niccolo dalla Torre in papeški komisar sta uspela pobegniti. Kružić sam – ki je zapustil trdnjavo, da bi vzpostavil stik z okrepitvami, je bil ujet in usmrčen: pogled na njegovo glavo na kolu je bil prevelik zalogaj za preostale branilce Klisa, ki so se zdaj pripravljeni odpovedati trdnjavi v zameno za varen prehod proti severu. Po smrti Petra Kružića in zaradi pomanjkanja vode so se branilci Klisa 12. marca 1537 dokončno predali Osmanom v zameno za svobodo Veliko meščanov je pobegnilo iz mesta, Uskoci pa so se umaknili v mesto Senj, kjer so nadaljevali boj s turškimi zavojevalci.

### Kliški Sandžak središče osmanske Bosne
Med otomanskimi vojnami v Evropi, je trdnjava Klis  postala za stoletja, upravno središče ali sandžak (Kilis Sancağı) v Bosanskem pašaluku. 7. aprila 1596 sta splitska plemiča Ivan Alberti in Nikola Cindro skupaj z Uskoki, Poljičani in Kaštelani organizirala zasedbo Klisa. S pomočjo disidentskih elementov turške garnizije jim je uspelo. Beg Mustafa se je odzval tako, da je pod trdnjavo pripeljal več kot 10.000 vojakov. Na pomoč 1.500 branilcem Klisa je prišel general Ivan Lenković, ki je vodil 1000 Uskocev. Med bitko se je Ivan Lenković s svojimi možmi umaknil, potem ko je bil v bitki ranjen, in utrdbo so Turki zasedli 31. maja. Kljub temu je to začasno olajšanje odmevalo v Evropi in med domačim prebivalstvom.
Z dobro utrjenega položaja v trdnjavi Klis so bili Turki nenehna grožnja Benečanom in domačemu hrvaškemu prebivalstvu v okolici. Leta 1647, po turškem uspehu pri Novigradu, naj bi imeli Turki 30.000 vojakov pripravljenih za napad na Split. Signoria je na ogroženo območje poslala dva tisoč vojakov s strelivom in živili. Čeprav sta bila Split in Zadar močni trdnjavi, sta bili očitno v nevarnosti.

#### Kliška mošeja/cerkev
Turki so na temeljih prejšnje starohvaške katoliške kapele v trdnjavi Klis kmalu po osvojitvi zgradili kamnito mošejo s kupolo in minaretom. Je preprosto zgrajen kvadrat z osmerokotno kamnito streho, zasnovan predvsem za vojaško/versko uporabo garnizonov, nameščenih v trdnjavi. Potem ko so Benečani osvojili trdnjavo pred Turki so uničili minaret in pretvori mošejo v rimsko katoliške cerkve, ki je posvečena sv. Vidu (hrvaško Crkva St. Vida). Stavba je v tej uporabi vse od takrat. Je ena od treh ohranjenih otomanskih mošej na ozemlju Hrvaške, drugi dve sta v mestih Drniš in Đakovo.

### Beneška prevlada
Leta 1420 je bil anžujski kandidat Ladislav Neapeljski poražen in prisiljen odpluti v Neapelj. Svoje »pravice« do Dalmacije je ob odhodu prodal Beneški republiki za razmeroma skromno vsoto 100.000 dukatov. Vendar sta Klis in Kliška trdnjava ostala del Kraljevine Hrvaške. Od takrat so Benečani želeli prevzeti nadzor nad Klisom, saj je bila trdnjava ena najpomembnejših strateških točk regije.
Benečani so se borili desetletja, preden jim je končno uspelo ponovno zavzeti Klis. Med Kandijsko vojno (1645–1669) so Benečani v Dalmaciji uživali podporo lokalnega prebivalstva, zlasti Morlakov (Morlacchi). Beneški poveljnik Leonardo Foscolo je zasedel več utrdb, prevzel Novigrad, začasno zavzel Kninsko trdnjavo in uspel prisiliti garnizon trdnjave Klis k predaji. Obenem je avgusta in septembra propadlo enomesečno obleganje šibenske trdnjave s strani Osmanov.
Od leta 1669 je bila trdnjava Klis v lasti Benečanov in je ostala do padca Beneške države. Benečani so utrdbo v času svoje vladavine obnovili in povečali. Po drugi, sedmi vojni s Turki od 1714 do 1718, so Benečani uspeli napredovati do sedanje bosansko-hrvaške meje ter zavzeli celotno Sinjsko polje in Imotski. Zatem je bila turška grožnja odpravljena in Benetke niso imele resnega izziva za svojo oblast v Dalmaciji, vse dokler Napoleon leta 1797 ni sam ukinil beneško republiko. Meja med krščansko in muslimansko Evropo je bila premaknjena dalje na vzhod in utrdba je izgubila svoj glavni strateški pomen. Kasneje so Klis zavzeli Avstrijci. Zadnja vojaška zasedba trdnjave Klis je bila s strani Sil osi med drugo svetovno vojno.

## Arhitektura
Trdnjava Klis je eden najdragocenejših ohranjenih primerov obrambne arhitekture v Dalmaciji.  Trdnjava je izjemno obsežna gradbena struktura s tremi dolgimi pravokotnimi obrambnimi linijami, sestavljenimi iz treh obrambnih kamnitih zidov, ki obdajajo osrednjo utrdbo, »položaj maggiore« na njenem vzhodnem, najvišjem koncu. »Položaj maggiore« ali »Veliki položaj« je mešani hrvaško-italijanski izraz, ki izvira iz časa, ko je Leonardo Foscolo leta 1648 zavzel trdnjavo za Benečane. Takrat se je pod obzidjem začela širiti vas. Strukture trdnjave so večinoma nepravilne, saj so bile zgrajene po naravni topografiji. Na hribih okoli Klisa je več stolpov, ki so jih zgradili Turki, da bi trdnjavo držali pod nadzorom.

## Galerija
- "Kliški uskoci" ponazoritev
- Hrvati bijejo Turke
- Snemanje filma "Game of Thrones"
- Kanon v trdnjavi
- Cerkev sv. Vida v trdnjavi